# Elaphromyia hardyi
Elaphromyia hardyi är en tvåvingeart som beskrevs av Wang 1996. Elaphromyia hardyi ingår i släktet Elaphromyia och familjen borrflugor. Inga underarter finns listade i Catalogue of Life.